# 阿克塞尔·布伦杰
阿克塞尔·布伦杰（德語：Axel Thomas Brünger，1956年11月25日—），德裔美国生物物理学家、分子和细胞生理学家，斯坦福大学的神经学和神经科学教授，霍华德·休斯医学研究所的研究员。
布伦杰最出名的工作是开发一种根据X射线衍射数据或溶液的NMR数据解决结构问题的计算机程序。该方案被广泛使用，因为它具备多种功能。该计划是由他的团队1987年开发的名为X-PLOR的程序发展而来的。该程序使用的方法称为模拟退火，以改进X射线晶体结构。他还在突触神经传导的分子机制上作了重要贡献。他主要兴趣是探讨突触囊泡融合机理的关键角色的结构、功能和动力学。